# Ahmed al-Mirghani
Ahmad Ali Al-Mirghani (en árabe: أحمد الميرغني‎ 16 de agosto de 1941-2 de noviembre de 2008) fue el Jefe de Estado de Sudán desde el 6 de mayo de 1986 hasta el 30 de junio de 1989, cuando el gobierno elegido democráticamente fue derrocado por un golpe militar liderado por Omar al-Bashir.

## Biografía
Al-Mirghani era el descendiente de la respetada familia Mirghani de Sudán y el tatarabuelo de Al Sayyid Mohammed Uthman al-Mirghani al-Khatim. Ahmad Al-Mirghani sostuvo el título de Sayyid, denotando que fue aceptado como un descendiente del profeta islámico Muhammad. Se graduó con un título de primera clase de la Universidad de Londres y regresó a Sudán. Su hija reside actualmente en Londres con sus cuatro hijos varones, dos de los cuales también están en universidades que forman parte de la Universidad de Londres. Avanzó a lo largo de su carrera profesional hasta las elecciones de 1986, cuando fue elegido presidente de Sudán. Jugó un papel importante al convencer al rey Faisal de Arabia Saudita de viajar y reunirse con el presidente Nasser de Egipto en Sudán en la famosa cumbre de Jartum de 1967.
El 6 de mayo de 1986, fue elegido Presidente del Consejo Supremo, Jefe de Estado, por la Asamblea Nacional. Durante su presidencia, inició un histórico acuerdo de paz firmado en noviembre de 1988 y negociado por el DUP y el MPLS en Addis Abeba. Toda la nación apoyó este acuerdo con la excepción del Frente Nacional Islámico liderado por Hassan al-Turabi. Fue despedido el 30 de junio de 1989, cuando el gobierno elegido democráticamente fue derrocado por un golpe militar dirigido por Omar al-Bashir.

## Últimos años y muerte
Tras el golpe, Al-Mirghani vivió en Alejandría, Egipto. Regresó a Sudán poco antes de su muerte y presionó por la paz en la Guerra de Darfur. Trabajó activamente en el archivo de Darfur y fue elegido como jefe del Círculo de Darfur en el Partido Unionista Democrático. Su último viaje al extranjero fue a Libia, donde sostuvo varias reuniones con los grupos rebeldes de Darfur y el liderazgo libio sobre las soluciones al problema de Sudán Occidental.
Al-Mirghani murió en Egipto el 2 de noviembre de 2008, a la edad de 67 años. Varios políticos sudaneses, incluido el presidente, viajaron a la base de Mirghani en Jartum para llorar al expresidente. Su cuerpo fue trasladado a Jartum el 5 de noviembre, y su funeral se llevó a cabo allí el mismo día. La procesión fúnebre viajó desde el aeropuerto en el sur de la capital, Jartum, a través de las calles de la ciudad hacia el norte de la capital, donde fue enterrado.